# Charles Henri d’Estaing

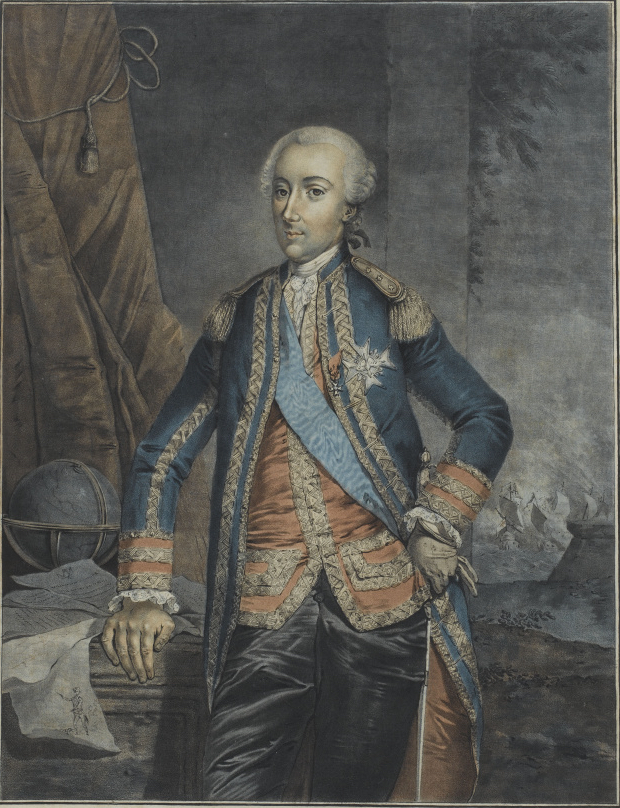
Jean Baptiste Charles Henri Hector, hrabia d’Estaing

Jean Baptiste Charles Henri Hector, hrabia d’Estaing (ur. 24 listopada 1729 w zamku D’Estaingów w Owernii, zm. 28 kwietnia 1794 w Paryżu) – francuski admirał.
Mający świetne arystokratyczne pochodzenie D’Estaing początkowo robił karierę w armii lądowej, zostając od razu pułkownikiem, a już w roku 1757 generałem brygady. W wojnie siedmioletniej walczył w Indiach, i został wzięty do brytyjskiej niewoli podczas oblężenia Madrasu w roku 1759. Zwolniony na słowo honoru, że nie będzie walczył na terytorium Indii, wyekwipował na własny koszt dwa okręty i we wrześniu 1759 roku wyruszył w 22 miesięczny korsarski rejs, w trakcie którego przemierzył cały Ocean Indyjski od Zatoki Perskiej po Sumatrę, paląc brytyjskie faktorie i niszcząc napotkane statki. W spragnionej jakiegokolwiek morskiego sukcesu Francji D’Estaing został obwołany bohaterem, i w roku 1761 otrzymał etat kontradmiralski.
Podczas wojny siedmioletniej D’Estaing nie wyruszył już do walki, jednak dzięki umiejętnym zabiegom na dworze w roku 1777 specjalnie dla niego utworzono trzeci etat admiralski - obok tradycyjnych admirałów Atlantyku i Morza Śródziemnego D’Estaing został tytularnym dowódcą sił morskich w Azji i Ameryce - Viceamiral d'Asie et d'Amerique. Tytuł ten zaczął mieć powiązanie z rzeczywistością kiedy w kwietniu 1778 roku D’Estaing z 12 liniowcami opuścił Tulon w celu wspomożenia amerykańskiej rewolucji, a następnie udania się na Antyle. W dniach 12 i 13 sierpnia 1778 roku D’Estaing stoczył na wysokości Rhode Island bitwę z siłami adm. Richarda Howe’a, nie dała ona jednak rozstrzygnięcia, ponieważ drugiego dnia walki obie floty zostały rozproszone przez sztorm. Następnie francuski admirał udał się na Antyle, gdzie we wrześniu nie zdołał zapobiec upadkowi wyspy Saint Lucia, jednak na przełomie 1778 i 1779 roku opanował praktycznie nie bronione wyspy Sint Maarten, Saint Barthélemy i Saint Vincent.
4 lipca 1779 roku, wzmocniony w międzyczasie do 24 liniowców, zdobył Grenadę. Dwa dni później D’Estaing stoczył zwycięską bitwę ze spóźnioną brytyjską odsieczą dowodzoną przez kontradmirała Johna Byrona, w której zadowolił się jednak jedynie odparciem ataku nieprzyjaciela, który błędnie szacował wielkość francuskiej floty, opieszałością i niezdecydowaniem swojego pościgu zaprzepaszczając szanse na zniszczenie czterech pozbawionych masztów nieprzyjacielskich liniowców. 
Po tejże bitwie D’Estaing udał się na wody amerykańskie, gdzie wspólnie z Waszyngtonem próbował odebrać Brytyjczykom Savannah. Mimo początkowego sukcesu w postaci opanowania nieprzyjacielskiego liniowca i fregaty, natarcie przeprowadzone 9 października zakończyło się dużymi stratami (zginął w nim m.in. Kazimierz Pułaski), tak że ranny i zniechęcony D’Estaing zdecydował się wracaċ do Tulonu. Jego długa amerykańska kampania przyniosła zatem w sumie ograniczone sukcesy, co było spowodowane przede wszystkim ostrożnością admirała, który, chociaż osobiście odważny, nie bez racji nie był zbyt pewny swoich czysto morskich kwalifikacji.
D’Estaing nie wziął udziału w dalszych etapach wojny o niepodległość Stanów Zjednoczonych, i zajął się polityką. W roku 1787 został wybrany do Zgromadzenia Notabli, a jego akceptacja dla ideałów rewolucji była jednym z powodów dla których w roku 1792 Zgromadzenie Narodowe wybrało go admirałem Francji. Będąc lojalnym wobec rewolucji, D’Estaing chciał też jednak być lojalnym wobec monarchii. W czasie procesu królowej Marii Antoniny nie wahał się zeznawać na jej korzyść, co w połączeniu z odnalezieniem przyjaznych listów jakie wymieniał z królową było dla zaciekle antyrojalistycznych jakobinów wystarczającym powodem do zaprowadzenia go pod gilotynę. Prowadzony na miejsce egzekucji powiedział: „Poślijcie moją głowę Anglikom, drogo wam za nią zapłacą”.